# وادی سیجی
وادی سیجی یک منطقه مسکونی و آب‌گذر در امارات متحده عربی است که در رأس‌الخیمه واقع شده‌است. وادی سیجی ۴۰۱ متر بالاتر از سطح دریا واقع شده‌است.